# Pfluger Dezső
Pfluger Dezső (Dorog, 1918. december 29. – Dorog, 1981. június 3.) labdarúgó, a Dorogi AC legendás védőjátékosa, 1956-os közéleti személyiség. Tőle származik az azóta legendás sporttörténelmi idézetté vált megállapítás, amellyel Grosics Gyula fantasztikus labdarúgó karrierje elindult, miszerint: "Ha nincs pap, jó a ministráns is!".

## Pályafutása

### Indulása
Egész kisgyerekként ismerkedett meg a futballal szülővárosában. Már ekkor megfogalmazódott benne az egyértelmű vágy, miszerint labdarúgó akar lenni. Ennek megfelelően ideje nagy részét a dorogi sporttelepen töltötte és a helyi kölyök csapat tagja lett. Talán még a többi fiatal tehetség közül is ő volt a legambiciózusabb. Többször fogalmazta meg a futballhoz való érzelmeit, miszerint: "Szenvedélyem a labdarúgás". Mindemellett az egyesület egyik legreményteljesebb, legtehetségesebb fiatalja volt akkoriban. Az 1930-as évek második felétől már a felnőtt csapatban bizonyíthatta képességeit. A korai időkben olyan csapattársai voltak, mint Bárdos Sándor, Csermák János, Klausz József, Turai Lajos, vagy Lampert Mátyás, akik a legjobb barátok is voltak egyben, és akik később az első NB I-es dorogi csapat gerincét alkották.

### Grosics elhívása
1940-ben az éppen soron következő idegenbeli bajnoki mérkőzésre igyekeztek indulásra készen, amikor kiderült, hogy nem áll a csapat rendelkezésére kapus. A csapat az utánpótláscsapatban játszó 15 éves Grosics Gyula beállításán gondolkodott, amikor Pfluger egy tréfás megjegyzése segített eldönteni a kérdést, és ezzel elindítani Grosics kapuspályafutását.

### 1940–1951
A későbbiekben immár csapattársként értek el további sikereket, közte az 1944-ben szerzett bajnoki címet, az akkori amatőr másodosztályban. Ez a bajnoki cím kétszeresen is kiemelkedőnek bizonyult a dorogi labdarúgás történetében. Egyrészt a 30 meccsből 24 győzelem, 5 döntetlen, 1 vereség; 118-24-es gólaránnyal kiemelkedő sikernek számít, egyben ez a ragyogó teljesítmény jelentette az egyik legfontosabb szempontot az MLSZ kedvező besorolása alkalmán a háború után, amely lehetővé tette az NB I-be jutás lehetőségét. Szintén 1944-ben egy nagyszerű Magyar Kupa-szerepléssel teljesedett ki a siker. Az amatőr osztályú csapat több profi ligás egyesületet is búcsúztatott a kupa-sorozatban, míg egészen az elődöntőig jutott. A döntőbe való jutásért az ország egyik legjobb csapata, a Kolozsvár ellen mérkőztek meg, ahol mindvégig nyílt volt a végeredmény kimenetele. Végül a dorogiak 4:3-ra elveszítették a mérkőzést, amelyért aligha kellett szégyenkezniük, főleg, ha figyelembe vesszük, hogy a sorsolás szeszélye miatt idegenben játszottak. Pfluger mindkét sikerhez sokat tett hozzá.
1945 nyarán a korábbi sikereknek és elsősorban az utóbbi bajnoki cím alapján a Dorognak lehetősége volt kvalifikálnia magát az NB I-be, amennyiben sikeresen veszi a Tatabánya elleni osztályozót. A dorogiak már az első mérkőzésen dűlőre vitték a dolgot, miután parádés játékkal 4:0 arányban győztek. Jó játéka mellett Pfluger góllal is hozzájárul a sikerhez, nem is akármilyen góllal: 35 méterről bombázott a kapuba. Ugyan a visszavágón a Tatabánya nyer 2:1-re, azonban 5:2-es összesítéssel biztosan jutottak a legjobbak közé. Az 1945/46-os évadban újoncként biztosan maradtak az első osztályban, sőt minden előzetes várakozást felülmúlva a 12. helyen zártak a 24-es mezőnyben. A siker az egész csapat érdeme, azonban Pfluger a legjobbak között is kiemelkedő teljesítményt nyújtott. A bajnokság 7. fordulója előtt a Dózsa MADISZ elleni mérkőzésre a sajtó 3:1-s Dózsa győzelmet jósol, ugyanakkor a Népsport interjút készít Pflugerrel, amelyben a következő nyilatkozatát lehet olvasni a korabeli újság oldalán: "Eddig folyton cserélgettünk, sok volt a sérült. Most végre együtt van a csapat. Az lesz az igazi Dorog, amit ma látnak..." A mérkőzésen fényesen igazolódott, hogy a kiváló játékos nem a levegőbe beszélt, ugyanis a Dorog parádés játékkal 9:0 arányban kiütötte ellenfelét.
A következő évben szerencsétlenül, csak minimális gólaránynak köszönhetően kiestek az NB I-ből. 1948-ban az ezüstérmes csapat tagja volt az NB II-ben, ugyanebben az évben Bányász Kupa-győztes, 1949-ben pedig bajnoki címet nyert, majd a Bajnokok bajnoka címet. Hátralevő pályafutását 1951-ig már végig az NB I-ben játszotta végig. Tagja volt az első Vidék Legjobbja címet nyert csapatnak 1951-ben. Összesen 92 NB I-es mérkőzésen szerepelt, 5 gólt lőtt. Edzői voltak: Solymár Károly, Nagy Sándor, Mézner István, Bárdos Sándor, Návay Ambrus, Szabó Péter, Horváth János, Wéber Lajos, Móré János és Kalmár Jenő. Szinte minden mérkőzésen a jók között találni a nevét az országos sportújság értékelése alapján, többször bekerült a forduló válogatottjába is. A korabeli Népsport így jellemezte játékát: "Pfluger a csapat motorja. Jól fejel, kiváló helyezkedési érzéke van, kitűnő védőjátékos."

## Népsport: Pfluger portré
A kitűnő játékossal kapcsolatban többször írtak az újságok, a következő összeállítás azonban sporttörténeti csemege is, tekintve egy kis település csapatának játékosának szenteltek egy külön portré írást abban az időben, amikor a sportsajtó szinte kizárólag csak a kiemelt fővárosi egyesületeket ismerte el. A cikk még inkább felértékelődik, ha figyelembe vesszük azt a tényt, miszerint néhány hónappal korábban még hallani sem akartak az illetések közül többen arról, hogy egyáltalán szerepeljen vidéki csapat az 1945-46-os bajnokságban.
- Észrevételek, megállapítások Pfluger Dezsőről
- "A labdarúgásban minden esztendőben akad egy-két istenáldotta tehetség, akinek nagy jövőt jósolnak a szakértők. Ilyen tehetségnek ígérkezik a dorogi bányászcsapat középfedezete, Pfluger Dezső is. Jó alakú, remek felépítésű játékos, és mindössze 25 éves. Nem rég láttuk játszani. Azonnal feltűnt pompás helyezkedésével és szereléseivel. Kitűnően fejel. Jó ütemben megy fel fejelni a labdáért a levegőbe, és igyekszik azt a legjobb helyre továbbítani. Pfluger kétségkívül jó labdarúgó. Nagyszerű érzékkel látja meg a labda útját, és minden erejével igyekszik azt birtokba venni és leadni. Határozott és erélyes. Mindkét lábbal jól rúg. Végtelenül rugalmas és a levegőben korlátlan úr."[5]

## 1956-os tevékenysége
Az 1956-os dorogi tevékenységei miatt a forradalom leverését követően elítélték és a büntetésként a kistarcsai internáló táborba került, ahonnan viszont a következő évben szabadulnia sikerült. 1957-től visszatérhetett Dorogra és a Dorogi Szénbányáknál gépkezelőként dolgozott.

## Család
Édesapja, Pfluger Miksa a dorogi egyesület egyik alapító tagja, egyben a legősibb dorogi csapat labdarúgója volt. Felesége, Györgyei Ilona, apósa az egykori birkózólegenda, olimpikon Györgyei Ferenc, sógora pedig a szintén neves birkózó, Györgyei Lajos volt. Gyermeke, Zsuzsa.